# Момчил Андреев
Момчил Андреев, роден на 2 януари 1964 г., е български икономист, банкер.

## Биография
Завършил е Московския държавен институт за международни отношения (магистър по международни отношения, 1991) и магистратура по бизнесадминистрация. Специализирал е финанси и банково дело в Австрия, Германия, Люксембург, Чехия, САЩ, Швейцария и Франция. 
Бил е председател на УС и изпълнителен директор на „Българска пощенска банка“ АД, член на управителните съвети и изпълнителен директор на ЦКБ, „Булбанк“ и „Райфайзенбанк“. Последните му длъжности са председател на Управителния съвет и изпълнителен директор на „Райфайзенбанк България“, както и директор на Групата „Райфайзен“ в България. Обявено е, че напуска постовете главен изпълнителен директор и председател на управителния съвет на „Райфайзенбанк (България)“ в края на юни 2013 г. Член е на органите за управление на „Борика-Банксервиз“ АД , застрахователно дружество „Уника“ АД  и Съюза на ловците и риболовците  в България.

## Награди
Отличен е с:
- приза „Банкер на годината“ за 2010 г. от в-к „Банкеръ“,[7]
- приз за финансово управление на фондация „Атанас Буров“ [8] и
- приза „Достоен българин“ за дарителската кампания „Избери, за да помогнеш“ на „Райфайзенбанк“.

Носител е и на множество други отличия:
- „Банкер на годината“ – за динамичен банков мениджмънт, 2005 г.
- Награда на Дарик Радио за банков мениджмънт, 2003 г.
- „Банкер на годината“ за успешна изява на български мениджър в управлението на чуждестранна банка, която през 2000 г. най-активно е кредитирала фирмите в България, 2000 г.
- „Млад и перспективен банков мениджър“, в. „Банкеръ“, 1996 г. [9]